# Bouloire
 Bouloire  es una población y comuna francesa, situada en la región de Países del Loira, departamento de Sarthe, en el distrito de Mamers. Es el chef-lieu del cantón de Bouloire.

## Demografía
| 1660 | 1532 | 1433 | 1594 | 1829 | 1883 |
| Para los censos de 1962 a 1999 la población legal corresponde a la población sin duplicidades (Fuente: INSEE [Consultar]) |      |      |      |      |      |